# تیپ ۲۱ زرهی امام رضا

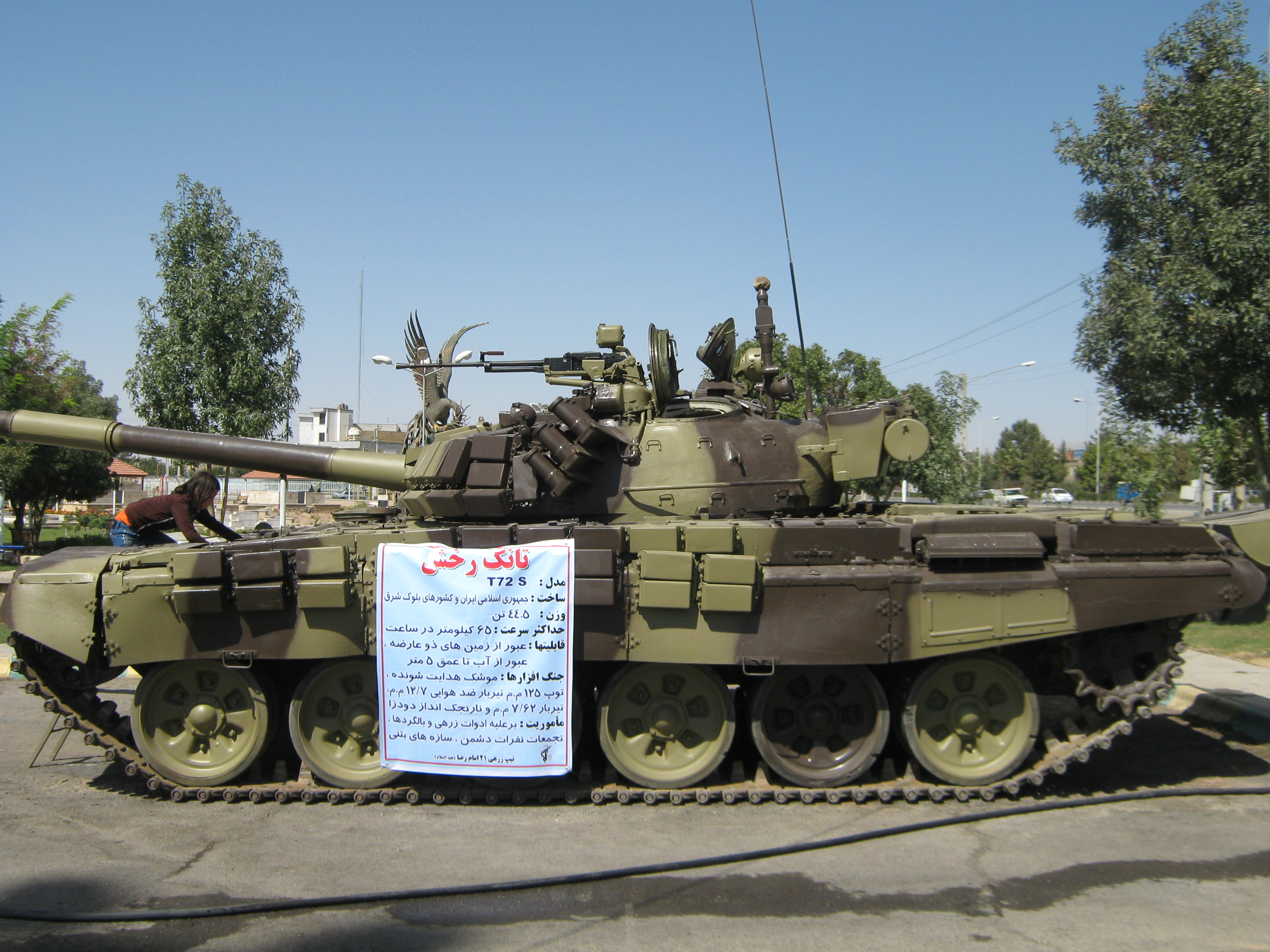
تانک رخش، از تجهیزات تیپ ۲۱ امام رضا

تیپ ۲۱ زرهی امام رضا از تیپ‌های زرهی نیروی زمینی سپاه پاسداران انقلاب اسلامی است، که ستاد فرماندهی آن در شهر نیشابور، استان خراسان رضوی مستقر می‌باشد.
پیشینه شکل‌گیری این یگان به دی‌ماه سال ۱۳۶۰، در خلال جنگ ایران و عراق بازمی‌گردد و نخستین فرمانده آن محمدمهدی خادم‌الشریعه بود. این تیپ در عملیات‌های فتح‌المبین، بیت‌المقدس، رمضان، مسلم‌ابن‌عقیل، والفجر‌ مقدماتی، والفجر ۱، والفجر ۲ و والفجر ۳، خیبر، میمک، بدر و والفجر ۸ شرکت داشت. پس از اجرای عملیات والفجر ۸ در سال ۱۳۶۴، تیپ ۲۱ امام‌رضا به لشکر ۲۱ امام‌رضا ارتقا یافت و در عملیات‌هایی نظیر کربلای ۱، کربلای ۴، کربلای ۵، کربلای ۸ و نصر ۸ با استعداد یک لشکر پیاده شرکت کرد و تا سال ۱۳۷۲ نیز با هویت لشکر در سازمان رزم نیروی زمینی سپاه قرار داشت. در سال ۱۳۷۲ با ابلاغ تغییر رسته یگان از پیاده به زرهی، سازمان رزم این یگان از لشکر به تیپ زرهی ۲۱ امام رضا تغییر کرد. هم‌اکنون سرتیپ‌دوم پاسدار حسین سلیمانی فرماندهی تیپ ۲۱ زرهی امام رضا را برعهده دارد.